# Heteroptilus acutilobus
Heteroptilus acutilobus är en kräftdjursart som först beskrevs av Georg Ossian Sars 1905.  Heteroptilus acutilobus ingår i släktet Heteroptilus och familjen Calanidae. Inga underarter finns listade i Catalogue of Life.